# Det bøhmiske paradis
Det bøhmiske paradis (tjekkisk: Český ráj) er et beskyttet naturområde, landskabspark, i den nordlige del af Bøhmen, Tjekkiet. 
Landskabsparken blev oprettet i 1955 som den første i Tjekkiet. 
Ved oprettelsen bestod området af 92 km² i dag er det 181,5 km². I 2005 blev parken optaget på European Geopark Network. Området er beliggende nordøst for hovedstaden Prag. 
Parkens grænser er ikke yderligere defineret, men man kan ved hjælp af nogle byer afgrænse området. Disse byer er Turnov, Jičín og Mnichovo Hradiste.

## Galleri
- Trosky-slottet:
varteg for Det Tjekkiske Paradis
- "Klippebyen" Hrubá Skála
- Klippehule
- Valečov-slotttet
- Trosky-slottet